# نور-آیر
|
نوُر-آیر (ارمنی: Նոր-Այր؛ انگلیسی: Nor-Ayr زادهٔ ۱۸ سپتامبر ۱۹۱۲ - درگذشته ۲۶ مهٔ ۱۹۸۱) نویسنده، روزنامه‌نگار اهل ارمنستان بود.

## زندگی‌نامه
وی با نام اصلی نورایر هاروتیونیان (ارمنی: Նորայր Հարությունյան) در ۱۸ سپتامبر ۱۹۱۲ در روستای ماوراک به دنیا آمد . وی عضو اتحادیه نویسندگان اتحاد شوروی (۱۹۳۴) و حزب کمونیست اتحاد جماهیر شوروی (۱۹۳۷) بود. وی در ۲۶ مه ۱۹۸۱ در سن ۶۸ سالگی در کیروواکان درگذشت.

## نگارخانه

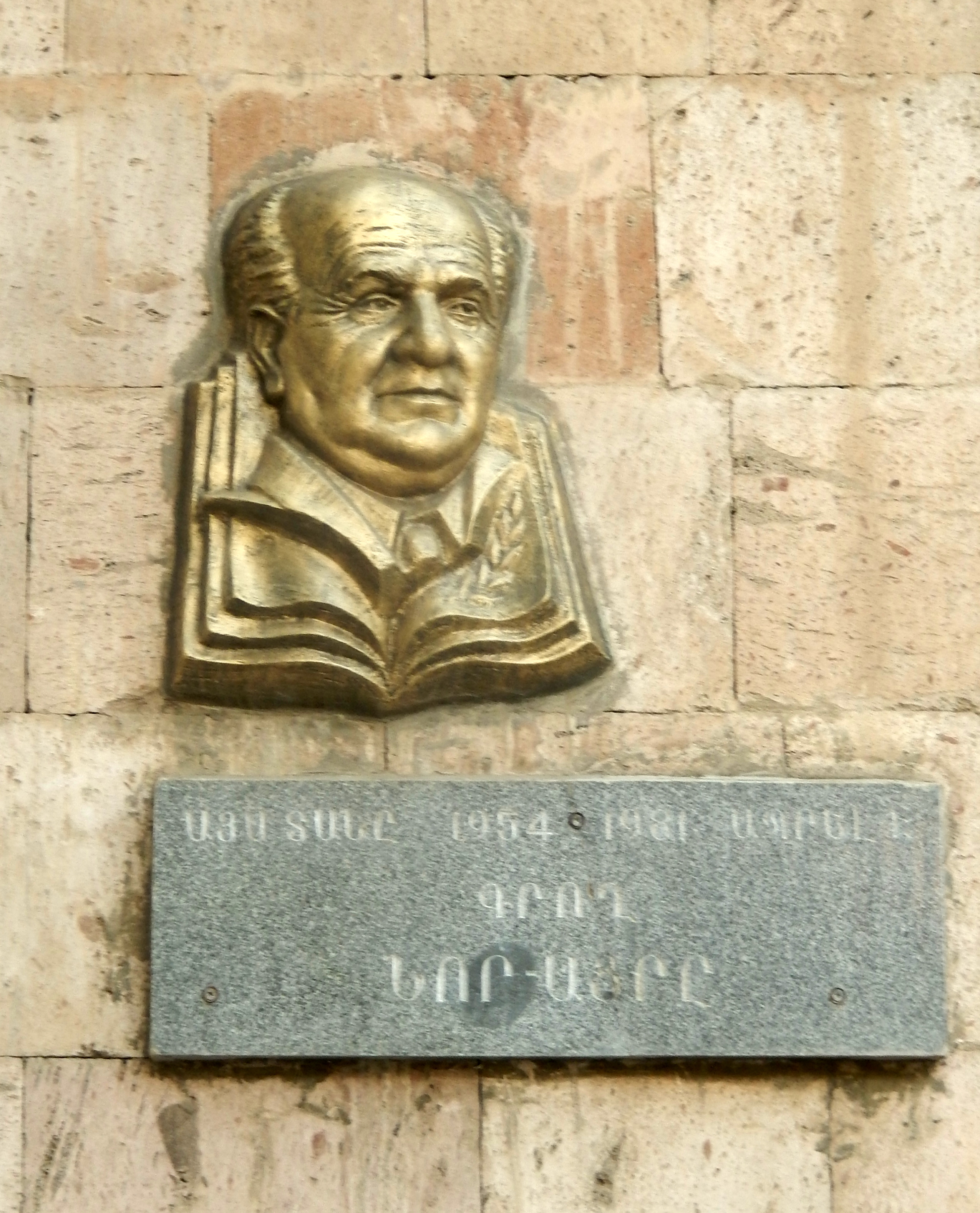
پلاک یادبود نور-آیر در وانادزور